# Светски дан пантомиме
Светски дан пантомиме се обележава од 2011.године сваког 22. марта на дан рођења познатог пантомимичара Марсела Марсоа, а на иницијативу Марка Стојановића (нашег глумца и пантомимичара), Француза Жан Бернара Лаклота и Израелца Офера Блума. Тај дан се обележава у многим земљама света од 2011. године на различите начине, фестивалима пантомиме, бесплатним представама, предавањима и радионицама, а од 2016.године и интернационалним уређивачким маратоном у писању чланака на Википедији.

## Настанак идеје
Иницијатива је потекла од српског глумца и пантомимичара Марка Стојановића, такође и некадашњег студента Марсела Марсоа, заједно са његовим колегама Офером Блумом из Израела и Жан Бернаром Лаклотом из Француске. 
Стојановић је са Блумом заједно студирао у Међународној школи пантомиме Марсела Марсоа у Паризу. Они су 1998. године, током Блумове посете Београду, разговарали на тему успостављања Светског дана пантомиме и оснивању Светске организације пантомимичара, а до самог оснивања је прошло још шест година. Светска организација пантомимичара је регистрована у Београду 2004.године и тиме се Србија нашла у врху светске сцене пантомимичара.
За покретање Светског дана пантомиме, Стојановић и Блум су сарађивали заједно са њиховим колегом Лаклотом који је био главни покретач у том моменту. Лаклот је желео да то буде на дан смрти Марсела Марсоа, 22. септембра, док су Стојановић и Блум хтели да се обележава 22. март, датум његовог рођења. Стога се први Светски дан пантомиме обележио 22. септембра 2011. године, а од тад се сваке наредне године у већини земаља обележава 22. марта иако се и данас у неким земљама, посебно Јужне Америке обележава у септембру.

## Циљеви
Идеја је првенствено да Светски дан пантомиме, поред пантомимичара, окупи и све оне којима је невербална комуникација преокупација и представља уметнички израз или средство комуникације - особе оштећеног слуха, стручњаке за невербалну комуникацију, плесаче...

## Обележавање Светског дана пантомиме
Светски дан пантомиме обележава се у преко 30 земаља. Поред Србије, Француске и Израела, које су иницијатори, овај догађај су прихватиле и Сједињене Америчке Државе, већина земаља Јужне Америке, Канада, Индија, Бангладеш, Индонезија, Грузија, Јерменија, Бугарска, Македонија, Мађарска, Шведска и Италија.
У већини земаља се Светски дан пантомиме обележава разним сценским догађајима. У Србији се, на иницијативу председника Светске организације пантомимичара Марка Стојановића и Викимедије Србије, као централни догађај од 2016.године организује "Уређивачки маратон", ради обогаћивања садржаја о пантомими на различитим језицима на Википедији и бесплатним часом пантомиме Марка Стојановића и Бојана Мијатовића (сарадник Марка Стојановића и најбољи пантомимичар млађе генерације) у школама за децу оштећеног слуха ”Стефан Дечански” у Београду и "Радивој Поповић" у Земуну.

### УНЕСКО
Стојановић, Блум и Лаклот су главни иницијатори да се Светски дан пантомиме уведе у званични међународни календар и њихова иницијатива треба да се нађе пред УНЕСКО-ом.